# ヤコブの梯子 (シェーンベルク)
オラトリオ『ヤコブの梯子』（ - はしご、Die Jakobsleiter）は、アルノルト・シェーンベルクが作曲した未完のオラトリオである。旧約聖書『創世記』第28章の、ヤコブが見た夢を題材として、シェーンベルク自身が作詞した台本に基づいている。
当初は1912年にリヒャルト・デーメルに作詩を依頼したが拒否された。その後、独唱、混声合唱、大規模なオーケストラのための作品として構想され、1914年から1915年にかけてシェーンベルク自身による台本の執筆を開始、1917年5月にまず全2部からなる台本が完成した。その直後に作曲に着手したが、約600小節進んだところで同年9月に第一次世界大戦により3か月徴兵されたため作曲を中断、終戦後の1926年（1922年とも）に第1部の大半（さらに100小節）が完成したがそこで再び中断。その後、アメリカに亡命後の1944年に若干のオーケストレーションを手掛けたが、シェーンベルクは1951年に「『ヤコブの梯子』は未完のままになるかもしれない」と手紙に書いていた。その予感通り、数週間後の同年7月13日にシェーンベルクは亡くなり、全10曲からなる第1部と間奏曲、合わせて計700小節のスケッチが残された。第2部の作曲はついに成らずに終わった。
シェーンベルクの死後、ゲルトルード未亡人の要望により、弟子のヴィンフリート・ツィリヒが残された膨大なメモに基づき第1部と間奏曲を補筆完成した（編成については、当初の莫大な編成から、1944年に構想した編成に改められた）。冒頭180小節のみの初演は1958年1月10日にハンブルクで、ハンス・ロスバウト指揮、北ドイツ放送交響楽団および合唱団によって行われた。全曲初演は1961年6月16日にウィーンで、ラファエル・クーベリック指揮によって行われた。なお、1972年のオランダ・フェスティバルでの、オランダ放送交響楽団のブルーノ・マデルナ指揮による演奏は、日本でもNHKのFM放送で放送されている。
自由な無調から十二音技法へ向かう過渡期の作品であり、発展的変奏の技法が用いられている。声楽には、シュプレヒゲザングが用いられている。シェーンベルクが除隊後に作曲を再開した時には、既に十二音技法に向かっていたために技法上折り合いがつかなくなったことが未完に終わった理由だと考えられている。

## 内容
本作のテーマは、「祈りによって人は神に近付く」というものである。当初デーメルヘ作詩を依頼した時にも、シェーンベルクは『今日の人間は、物質主義や社会主義や無政府主義を通り過ぎ、無神論者でありながら古い信仰の残滓を（迷信という形で）残している訳ですが、その現代人が神と闘い、ついには神を見出して敬虔になる。祈ることを学ぶのです!』と述べている。本作の内容については、1910年前後に構想していたオノレ・ド・バルザックの小説セラフィタによる「調性の束縛から解放された」交響曲が元になっているとされている。
本作においては、絶えず歩み続ける人々の叫びと、それを激励する天使ガブリエルが描かれる。その後ガブリエルは、「神に近付いた」と自覚する者たちを順に召喚し、その言い分を聞いては批判する。最後に現れた「死人」は、死を通り越して神へ最も近付こうとしている。その後、間奏曲は「魂」の声の響きとともに虚空に消える。補筆したツィリヒは、本作の最後を、中断ではなく「彼岸の領域へ消えていく本当の終止」のようだと評した。

## 編成
当初は300人近い管弦楽と700人以上の合唱を想定していた。

### 独唱者
- ガブリエル(バリトン)
- 招集者 (テノール)
- 扇動者 (テノール、喋り役)
- 格闘家 (バリトン、喋り役)
- 傍観者 (バリトン)
- 修道士 (テノール、喋り役)
- 死人(高音ソプラノ、喋り役)
- 魂(高音ソプラノ)

### 合唱
12声部の混声合唱

### 管弦楽
（4管編成、当初の案では12管編成だった）
ピッコロ、フルート3（3番はピッコロ持ち替え）、オーボエ3、イングリュッシュホルン、小クラリネット、クラリネット3、バスクラリネット、ファゴット3、コントラファゴット、ホルン4、トランペット3、トロンボーン3、バスチューバ、ティンパニ、グロッケンシュピール、木琴、シンバル2、タムタム、大太鼓、トライアングル、風音器、チェレスタ、ピアノ、ハープ、弦5部(16型)。
別働隊として高いところに、第一群として、高音ソプラノ、ハーモニウム、ソロヴァイオリン6、第二群としてオーボエ3、リングリュッシュホルン、クラリネット。遠く離れたところに、第一群として、高音ソプラノ（魂)、トランペット3、ホルン2、ハーモニウム、ソロヴァイオリン6、第二群として3ソプラノ、ホルン2、トロンボーン2、ハーモニウム、ソロヴァイオリン6。これらは『交響的間奏曲』に登場する。

### 演奏時間
約45分（ユニヴァーサル社の未完成版）

## 構成[4]
1. 「右に居ても、左に居ても、将来に目を向けていても」（ガブリエル、合唱）
2. 「問いかけもせずに?」（合唱、ガブリエル）
3. 「その調子で!先へ!」（ガブリエル、指名された男）
4. 「お前はいつも自分に満足している」（ガブリエル、扇動的な男）
5. 「この二者択一」（ガブリエル、奮闘する男）
6. 「彼と汝等の意志に対して」（ガブリエル）
7. 「私は近寄れない、何故なら近寄る時に私は負けるからだ」（選ばれた男、ガブリエル）
8. 「主よ、私の不遜をお許し下さい!」（修道士、ガブリエル）
9. 「主よ、私は一生涯この時間を待っていました」（瀕死の男）
10. 「お前が再び光に近づくのは」（ガブリエル、合唱）
11. 大交響間奏曲（メインのオーケストラに加えて、上記の4群の小オーケストラが舞台の上方と離れたところに配置される）[1]